# Ban Ki-moon
Ban Ki-moon, Hanja: 潘基文; (Eumseong, 13 de junho de 1944) é um diplomata e político sul-coreano. Foi o oitavo secretário-geral da Organização das Nações Unidas, de 2007 até 2017. Antes de se tornar secretário-geral, Ban era um diplomata de carreira no Ministério de Relações Exteriores e Comércio da Coreia do Sul e na ONU. Ele entrou no serviço diplomático no ano em que se formou na universidade, assumindo seu primeiro posto em Nova Deli, Índia. No Ministério das Relações Exteriores, ele estabeleceu uma reputação de modéstia e competência.
Ban foi Ministro do Exterior da Coreia do Sul de janeiro de 2004 a novembro de 2006. Em fevereiro de 2006, ele começou uma campanha para o cargo de Secretário-Geral. Inicialmente, Ban foi considerado um tiro no escuro para o cargo. Como ministro do exterior da Coreia do Sul, no entanto, ele estava disponível para viajar por todos os países membros do Conselho de Segurança das Nações Unidas, uma manobra que o transformou no principal concorrente.
Em 13 de outubro de 2006, ele foi eleito o oitavo Secretário-Geral pela Assembleia Geral das Nações Unidas e sucedeu a Kofi Annan oficialmente em 1 de janeiro 2007. Ban conduziu inúmeras reformas importantes no tocante à manutenção da paz e à contratação de empregados na ONU. Diplomaticamente, Ban demonstrou opiniões particularmente fortes sobre o conflito de Darfur, onde ele ajudou a persuadir o presidente sudanês Omar al-Bashir a permitir que forças de paz entrassem no Sudão; e sobre o aquecimento global, pressionando repetidamente o ex-presidente dos Estados Unidos George W. Bush sobre a questão. Ban recebeu duras críticas do Escritório de Serviços de Supervisão Interna da ONU (ESSI), a unidade de auditoria interna da ONU, declarou que o secretariado, sob liderança de Ban, estava "à deriva na irrelevância".
Em 2011, Ban concorreu sem oposição para um segundo mandato como Secretário-Geral. Em 21 de junho de 2011, ele foi reeleito por unanimidade pela Assembleia Geral e continuou no cargo até 31 de dezembro de 2016.

## Biografia
Ban nasceu em Eumseong em uma pequena vila agrícola em Chungcheong do Norte, em 1944 no fim da ocupação japonesa da Coreia. Sua família se mudou para a cidade vizinha de Chungju, onde ele foi criado. Durante a infância de Ban, seu pai teve um armazém, mas o armazém faliu e a família perdeu seu padrão de vida de classe média. Quando Ban tinha seis anos, sua família fugiu para uma montanha remota durante a Guerra da Coreia. Após o fim da guerra, sua família retornou a Chungju.
Na escola secundária de Chungju, Ban se tornou um aluno brilhante, particularmente em seus estudos de inglês. Em 1952, ele foi escolhido por sua classe para enviar uma mensagem para o então Secretário-Geral da ONU Dag Hammarskjöld, mas é desconhecido se a mensagem foi de fato enviada. Em 1962, Ban venceu um concurso de redação promovido pela Cruz Vermelha e ganhou uma viagem para os Estados Unidos onde ele viveu em São Francisco com uma família de acolhimento por vários meses. Como parte da viagem, Ban conheceu o presidente John F. Kennedy. Quando, no encontro, um jornalista perguntou a Ban o que ele queria ser quando crescesse, ele disse "eu quero me tornar um diplomata".
Ele recebeu o diploma de bacharel em Relações Internacionais do Universidade Nacional de Seul em 1970, e um diploma de mestrado em administração pública do John F. Kennedy School of Government na Universidade Harvard em 1985. Em Harvard, ele estudou sob a tutela de Joseph Nye que observou que Ban tem "uma rara combinação de clareza analítica, humildade e perseverança". Ban foi agraciado com o grau de Doctor of Laws (Honoris Causa) pela Universidade de Malta em 22 de abril de 2009. Ele ainda recebeu um diploma honorário de Doutor em Direito da Universidade de Washington em outubro de 2009.
Além de seu idioma nativo, o coreano, Ban fala inglês, francês, e japonês. Tem havido dúvidas, no entanto, com respeito à extensão de seu conhecimento em francês, um dos dois idiomas oficiais do Secretariado das Nações Unidas.

## Família
Ban Ki-moon conheceu Yoo Soon-taek em 1962 quando ambos eram estudantes colegiais. Ban tinha 18 anos de idade, e Yoo Soon-taek era presidente do conselho estudantil do ensino secundário. Ban Ki-moon se casou com Yoo Soon-taek em 1971. Eles têm três filhos adultos: duas filhas e um filho. Sua filha mais velha, Seon-yong, nasceu em 1972 e agora trabalha para a Korea Foundation em Seul. Ela é casada com um indiano. Seu filho, Woo-hyun nasceu em 1974 na Índia. Ele recebeu um MBA da Anderson School of Management na Universidade da Califórnia em Los Angeles, e trabalha para uma firma de investimento em Nova York. Sua filha caçula, Hyun-hee (nascida em 1976), é uma oficial de campo da UNICEF em Nairóbi. Depois de sua eleição como secretário-geral, Ban se tornou um ícone em sua cidade natal, onde sua família ainda reside. Mais de 50 mil se reuniram em um estádio de futebol em Chungju para a comemoração do resultado. Nos meses seguintes a sua eleição, milhares de praticantes de feng shui foram até sua vila para determinar como ela produziu uma pessoa tão importante. Ban não é membro de qualquer igreja ou grupo religioso e recusou-se a expor suas crenças: "Agora, como secretário-geral, não será apropriado neste momento falar sobre a minha própria crença em qualquer religião em particular ou em Deus. De maneira que, talvez teremos algum outro momento para falar sobre assuntos pessoais.". Sua mãe é budista.

## Personalidade
No Ministério do Exterior coreano seu apelido era Ban-jusa, que significa "o Burocrata" ou "o funcionário administração." O nome era usado tanto de maneira positiva quanto negativa: naquela elogiando o detalhismo de Ban e sua habilidade administrativa enquanto nesta era vista como uma falta de carisma e subserviência aos seus superiores. O corpo de impressa coreano o chama de "a enguia escorregadia" por sua habilidade para se esquivar de questões. Seu comportamento também tem sido descrito como o de um traidor da paz mundial e aproximação ao "Confucianismo". Ele é considerado por muitos como um "stand-up guy" e é conhecido por seu "sorriso fácil".

## Carreira diplomática

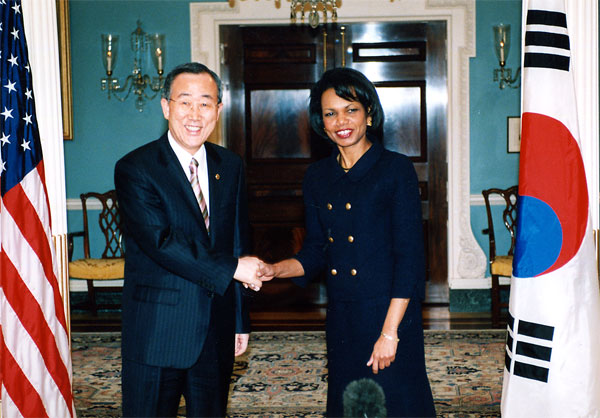
Ban Ki-moon com a ex-Secretária de Estado dos Estados Unidos Condoleezza Rice.

Depois de se formar na universidade, Ban recebeu a pontuação máxima no exame de serviços estrangeiros da Coreia. Ele entrou para o Ministério de Relações Exteriores em maio de 1970, e trabalhou para sua ascensão na carreira durante os anos da Constituição Yusin.
Seu primeiro posto no exterior foi em Nova Déli, onde serviu como vice-cônsul e impressionou muitos de seus superiores no Ministério das Relações Exteriores com sua competência. Ban teria aceitado um cargo na Índia ao invés de um mais prestigioso nos Estados Unidos, porque na Índia ele seria capaz de economizar mais, e mandar mais dinheiro para sua família em sua terra natal. Em 1974 ele recebeu sua primeira designação para a ONU, como Primeiro-Secretário da Missão de Observação Permanente do Sul (a Coreia do Sul tornou-se um país-membro da ONU em 17 de setembro de 1991). Depois do assassinato de Park Chung-hee em 1979, Ban assumiu o cargo de Diretor da Divisão das Nações Unidas.
Em 1980, Ban tornou-se diretor da Secretaria de Tratados e Organizações Internacionais, com sede em Seul. Ele foi designado duas vezes para a embaixada da República da Coreia em Washington, D.C. Entre estas duas designações, ele serviu como Diretor-Geral para a American Affairs em 1990–1992. Em 1992, ele se tornou vice-presidente da Comissão Conjunta Norte-Sul de Controle Nuclear, em sequencia da adoção pelas Coreia do Norte e do Sul da Declaração Conjunta sobre a Desnuclearização da Península da Coreia. De 1993 até 1994 Ban foi o embaixador-adjunto da Coreia do Sul nos Estados Unidos. Ele foi promovido à posição de Vice-Ministro do Planejamento de Políticas e Organizações Internacionais em 1995 e então nomeado Conselheiro de Segurança Nacional do Presidente em 1996. A extensa carreira de Ban no exterior o tem ajudado a evitar o implacável ambiente político da Coreia do Sul.
Ban foi nomeado embaixador para Áustria e Eslovênia em 1998, e um ano depois ele foi também eleito como presidente da Comissão Preparatória para a Organização do Tratado de Proibição Total de Testes Nucleares (CTBTO PrepCom). Durante as negociações, em que Ban considera o maior erro de sua carreira, ele incluiu em uma carta pública uma declaração positiva sobre o Tratado Sobre Mísseis Antibalísticos em 2001, não muito tempo depois de os Estados Unidos haverem decidido abandonar o tratado. Para evitar a ira dos Estados Unidos, Ban foi demitido pelo presidente Kim Dae-jung, que também emitiu um pedido público de desculpas pela declaração de Ban.
Ban ficou desempregado pela única vez em sua carreira e estava esperando receber uma nomeação para trabalhar em um cargo em alguma embaixada remota e desimportante. Em 2001, durante a 56ª Sessão da Assembleia Geral das Nações Unidas, República da Coreia ocupou a presidência rotativa, e para surpresa de Ban, ele foi selecionado para ser o chefe de gabinete do presidente da Assembleia Geral, Han Seung-soo. Em 2003, o presidente eleito Roh Moo-hyun selecionou Ban como um de seus assessores para política externa.

## Campanha para Secretário-Geral: 2007
Em fevereiro de 2006, Ban declarou sua candidatura para substituir Kofi Annan como secretário-geral da ONU no fim deste mesmo ano, tornando-se o primeiro sul-coreano a concorrer à cadeira. Embora Ban tenha sido o primeiro a anunciar sua candidatura, ele não foi considerado um concorrente sério.
Durante os oito próximos meses, Ban fez visitas ministeriais a cada um dos 15 países com um lugar no Conselho de Segurança. Dos sete candidatos, ele esteve à frente em cada uma das quatro straw polls conduzidas pelo Conselho de Segurança: em 24 de julho, 14 de setembro, 28 de setembro, e 2 de outubro.
Durante o período destas votações, Ban fez discursos importantes para a Asia Society e o Council on Foreign Relations em Nova York. Para ser confirmado, Ban precisava não apenas ganhar o apoio da comunidade diplomática, mas também ser capaz de evitar um veto de qualquer dos cinco membros permanentes do conselho: República Popular da China, França, Rússia, o Reino Unido, e os Estados Unidos. Ban era popular em Washington por ter incitado o envio de tropas sul-coreanas ao Iraque, e tinha o apoio da administração Bush. Mas Ban também se opôs a várias posições dos EUA: ele expressou seu apoio à Corte Penal Internacional e esteve à favor de uma abordagem totalmente não-confrontacional para lidar com a Coreia do Norte. Ban disse durante sua campanha que ele gostaria de visitar a Coreia do Norte em pessoa para se conhecer Kim Jong-il diretamente. Ban foi visto como um forte contraste a Kofi Annan, que era considerado carismático, mas considerado como um gestor fraco por causa doe problemas em torno do programa “petróleo por alimento” da ONU no Iraque.
Ban se esforçou para ganhar a aprovação da França. Sua biografia declara que ele fala tanto inglês quanto francês, os dois idiomas oficiais do Secretariado das Nações Unidas. Ele tem repetidamente feito grande esforço para responder perguntas em francês dos jornalistas. Ban reconheceu reiteradamente suas limitações em francês, mas garantiu a diplomatas franceses que ele iria se dedicar a continuar seu estudo. Em uma conferência à imprensa em 11 de janeiro de 2007, Ban comentou, “Meu francês talvez poderia ser melhorado, e eu estou continuando a trabalhar nele. Tenho tido aulas de francês ao longo dos últimos meses. Eu acho que, até que meu francês não seja perfeito, eu vou continuar a estudá-lo”.
Com a proximidade da eleição para Secretário-Geral, houve uma crescente crítica sobre a campanha da Coreia do Sul por causa do comportamento de Ban. Especificamente, sua prática declarada de visitar sistematicamente todos os países-membros do Conselho de Segurança em seu cargo como Ministro das Relações Exteriores e Comércio para garantir votos em seu apoio, assinando acordos comerciais com países europeus e dando garantia de ajuda exterior a países em desenvolvimento foram o foco de muitos artigos de notícia. De acordo com The Washington Post, "rivais tem confidencialmente reclamado que a República da Coreia, que tem a 11ª maior economia do mundo, tem exercido seu poder econômico para gerar apoio para sua candidatura." Ban teria dito que essas insinuações são "infundadas". Em uma entrevista em 17 de setembro de 2006 ele declarou: "Como favorito, eu sei que posso me tornar um alvo deste processo extremamente escrutinador," e "eu sou um homem de integridade".
Na votação informal final em 2 de outubro, Ban recebeu catorze votos favoráveis e uma abstenção dos quinze membros do Conselho de Segurança. A abstenção veio da delegação japonesa, que opôs-se veementemente à ideia de um coreano assumir o cargo de Secretário-Geral. Devido ao apoio esmagador à Ban pelo resto do Conselho de Segurança, mais tarde o Japão votou a favor de Ban para evitar polêmica. Mais importante, Ban foi o único a escapar de um veto; cada um dos outros candidatos recebeu pelo menos um voto "não" entre os cinco membros permanentes. Após a votação, Shashi Tharoor, que terminou em segundo, retirou sua candidatura e o representante permanente da China na ONU disse aos jornalistas que "é bastante claro que a partir da straw poll de hoje que o ministro Ban Ki-moon é o candidato que o Conselho de Segurança vai recomendar à Assembleia Geral".
Em 9 de outubro, o Conselho de Segurança formalmente escolheu Ban como seu candidato. Na votação pública, ele foi apoiado por todos os 15 membros do conselho. Em 13 de outubro, os 192 membros da Assembleia Geral das Nações Unidas proclamaram Ban como Secretário-Geral.

## Primeiro mandato como Secretário-Geral

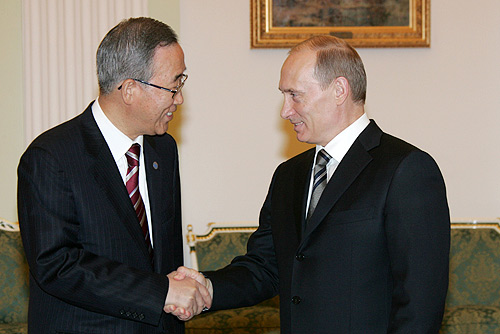
Ban Ki-moon com o presidente da Rússia Vladimir Putin em Moscou em 9 de abril de 2008.

Quando Ban se tornou Secretário-Geral, The Economist listou os principais desafios a enfrentar em 2007: "o demônio nuclear ascendente no Irã e na Coreia do Norte, uma ferida hemorrágica em Darfur, violência sem fim no Oriente Médio, iminente desastre ambiental, escalada do terrorismo internacional, a proliferação de armas de destruição em massa, a propagação de HIV/AIDS. E, em seguida, as preocupações mais paroquiais, tais como o trabalho em grande parte inacabado da tentativa mais abrangente de reforma na história da ONU". Antes de começar, Kofi Annan contou a história que quando o primeiro Secretário-Geral Trygve Lie deixou o cargo, ele disse a seu sucessor, Dag Hammarskjöld, "Você está prestes a assumir o trabalho mais impossível do mundo".

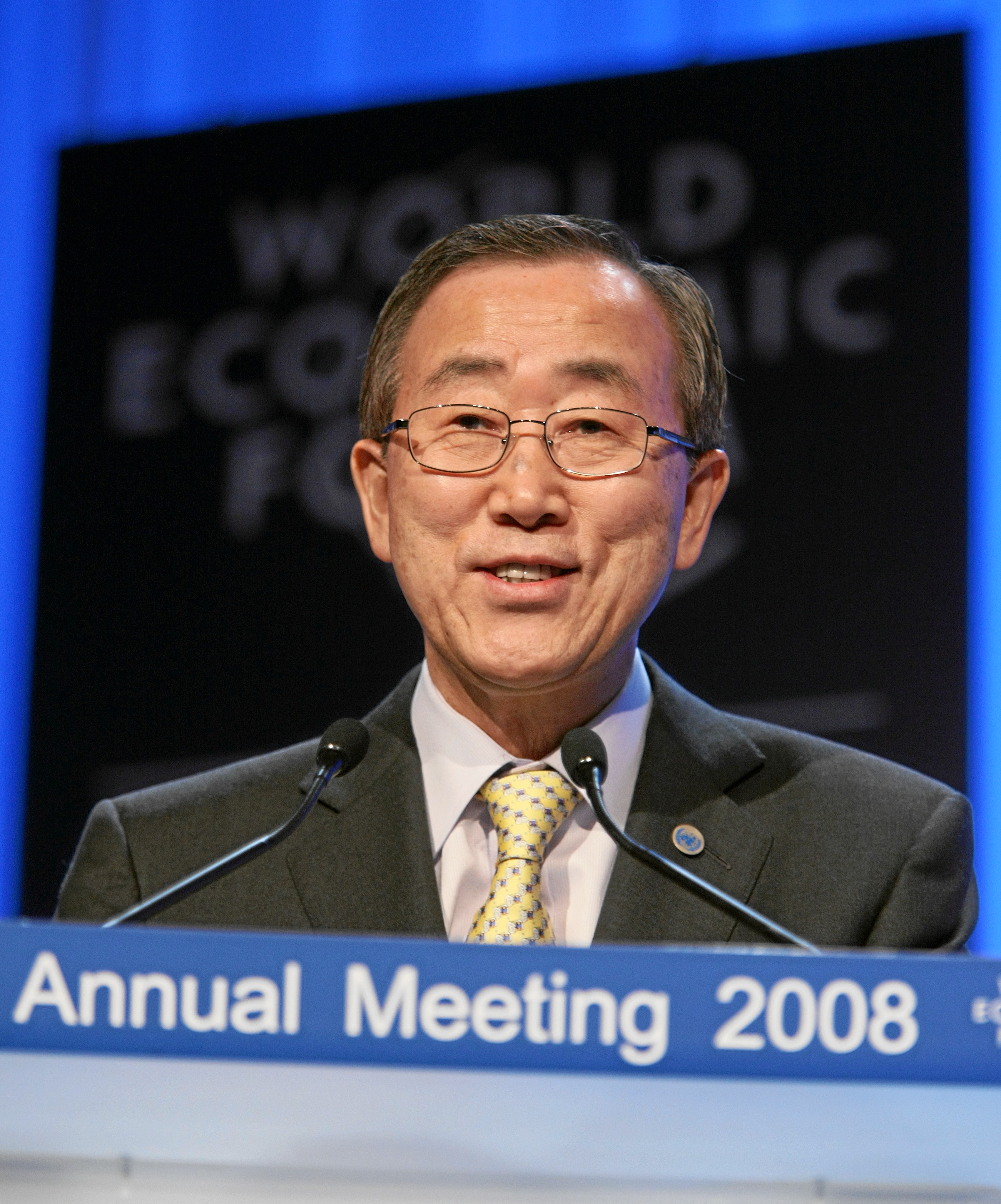
Ban Ki-moon em um discurso no World Economic Forum Annual, em Davos, 22 de junho de 2008.

Em 1 de janeiro de 2007 Ban assumiu o cargo como o oitavo Secretário-Geral das Nações Unidas. O mandato de Ban abriu como um flap. Em seu primeiro encontro com a imprensa como Secretário-Geral em 2 de janeiro de 2007, ele se recusou a condenar a pena de morte imposta a Saddam Hussein pelo Alto Tribunal Iraquiano, observando que “a questão da pena capital é uma decisão a ser tomada por todo e cada país-membro”. As declarações de Ban contradisseram a oposição de longa data das Nações Unidas à pena de morte, como uma questão dos direitos humanos. Ele rapidamente esclareceu sua postura no caso de Barzan al-Tikriti e Awad al-Bandar, dois alto funcionários que foram condenados pela morte de 148 xiitas na vila iraquiana de Dujail na década de 1980. Em um comunicado através de seu porta-voz em 6 de janeiro, ele "fortemente instou o Governo do Iraque a conceder a suspensão da execução para aqueles cujas penas de morte podem ser realizadas no futuro próximo”. Sobre a questão mais ampla, ele disse em uma audiência em Washington, D.C., em 16 de Janeiro de 2007, que ele reconheceu e incentivou "a crescente tendência na sociedade internacional, no direito internacional e nas políticas e práticas internas para eliminar progressivamente, eventualmente, a pena de morte.”.
No décimo aniversário da morte de Pol Pot, líder do Khmer Vermelho, 15 de abril de 2008, Ban Ki-moon apelou para que os principais líderes do regime fossem levados à justiça. O tribunal da Corte Suprema do Camboja, que foi criado pelas Nações Unidas e pelo Camboja e que se tornou operacional em 2006, deverá continuar pelo menos até 2010.

### Escritório
No começo de janeiro, Ban nomeou os membros-chave de seu gabinete. Como sua Vice-Secretária-Geral, ele escolheu a professora e ministra do exterior da Tanzânia, Asha-Rose Migiro – um movimento que satisfez os diplomatas africanos que tinham certa preocupação de perder poder com a saída de Kofi Annan do cargo.
O cargo principal dedicado exclusivamente à administração, Subsecretária-Geral para Administração, foi ocupado por Alicia Bárcena Ibarra do México. Bárcena foi considerada uma insider da ONU, tendo anteriormente servido como chefe de gabinete de Annan. Sua nomeação foi vista pelos críticos como uma indicação de que Ban não faria mudanças dramáticas na burocracia da ONU. Ban nomeou Sir John Holmes, o embaixador britânico para França, como Subsecretário-Geral Subsecretário-Geral para assuntos humanitários e coordenador de socorro.
Ban disse inicialmente que ele demoraria para fazer outras nomeações até que sua primeira rodada de reformas fosse aprovada, mas abandonou esta ideia depois de receber críticas. Em fevereiro ele continuou com as nomeações, selecionando B. Lynn Pascoe, o embaixador dos EUA para Indonésia, para ser o Subsecretário-Geral para assuntos políticos. Jean-Marie Guéhenno, um diplomata francês, que serviu como Subsecretário-Geral para operações de paz sob a gestão de Annan, permaneceu no cargo. Ban escolheu Vijay K. Nambiar como seu chefe de gabinete.
A nomeação de muitas mulheres para altos cargos foi vista como o cumprimento de uma promessa de campanha que Ban tinha feito para aumentar o papel de mulheres nas Nações Unidas. Durante o primeiro ano de Ban como Secretário-Geral, mais do que nunca cargos importantes foram controlados por mulheres. Embora não tenha sido nomeada por Ban, a presidente da Assembleia Geral, Haya Rashed Al-Khalifa, é apenas a terceira mulher a ocupar este cargo na história da ONU.

### Agenda de reformas
Durante seu primeiro mês no cargo, Ban propôs duas restruturações principais: dividir as forças de manutenção da paz da ONU em dois departamentos e fundir os departamentos de assuntos políticos e de desarmamento. Suas propostas foram recebidas com forte resistência por parte dos membros da Assembleia Geral da ONU que arrepiaram ao pedido de Ban para aprovação rápida. A proposta de fusão dos escritórios citados foi criticada por muitos países em desenvolvimento, parcialmente por causa de rumores de que Ban esperava colocar o americano B. Lynn Pascoe no comando do novo escritório. Alejandro D. Wolff, então embaixador norte-americano em atividade, disse que os Estados Unidos apoiavam suas propostas.
Após o ataque inicial de reprovação, Ban começou uma ampla consulta com os embaixadores das Nações Unidas, concordando em ter sua proposta das forças de paz extensivamente examinada. Após as consultas, Ban abandonou o plano de combinar as secretarias de assuntos políticos e do desarmamento. Ban, ainda assim, prosseguiu com as reformas nas exigências do trabalho nas Nações Unidas, exigindo que todas as posições fossem consideradas compromissos de cinco anos, todas recebessem rigorosa avaliação de desempenho anual, e todas as operações financeiras fossem tornadas públicas. Apesar de impopular no escritório de Nova York, o movimento era popular em outros escritórios das Nações Unidas em todo o mundo e elogiado por observadores da ONU. Proposta de Ban para dividir a operação de manutenção da paz em um grupo de operações de movimentação e outro de manipulação das ramificações foi finalmente aprovado em meados de março 2007.
Uma nova agenda de negociações sobre a reforma da ONU foi aprovada pela Assembleia Geral em abril de 2007, cobrindo uma série de iniciativas relacionadas livremente para melhorar a coerência do sistema da ONU. A maioria das propostas requeriam a aprovação dos países-membros; outras deram novo ímpeto às medidas de reforma já iniciadas. Ban Ki-moon apoiou as negociações em curso sobre a consolidação das atividades das Nações Unidas a um nível nacional no âmbito da iniciativa ‘Delivering as One’ através da implementação dos projetos-pilotos ‘One UN’ e a harmonização de práticas de negócios no sistema da ONU. Ele também deu um forte apoio à proposta que estabelecia uma organização de gênero unificada. Considerando que pouco foi alcançado na maioria dos temas polêmicos, a Assembleia Geral aprovou em setembro de 2010 a criação do ‘ONU Mulheres’ uma nova organização para delegação de autoridade a mulheres pela igualdade de gêneros. ONU Mulheres foi estabelecida através da unificação dos mandatos e recursos para um maior impacto de quatro entidades pequenas e sua primeira chefe é Michelle Bachelet, ex-presidente do Chile.[carece de fontes?]

### Questões-chave
O Secretário-Geral das Nações Unidas tem a capacidade de influenciar o debate em quase qualquer problema global. Embora sem sucesso em algumas áreas, o antecessor de Ban, Kofi Annan, tinha sido bem-sucedido em aumentar a presença de tropas de paz da ONU e na popularização do Objetivos de Desenvolvimento do Milênio. Observadores da ONU estavam ansiosos para ver em quais questões Ban pretende concentrar-se, além da reforma da burocracia das Nações Unidas.
Sobre várias questões importantes, como a proliferação nuclear no Irã e na Coréia do Norte, Ban tem adiado para o Conselho de Segurança. Ban também se recusou a ser envolver na questão do status de Taiwan.[carece de fontes?] Em 2007, a República de Nauru levantou a questão de permitir à República da China (Taiwan) a assinar a convenção sobre eliminação de todas as formas de discriminação racial contra as mulheres. Ban fez menção à Resolução 2758 da Assembleia Geral das Nações Unidas, e recusou a moção. Em 19 de julho de 2007, o presidente taiuanês Chen Shui-bian redigiu um requerimento de admissão na ONU para seu país. Ban recusou o pedido.

#### Aquecimento global

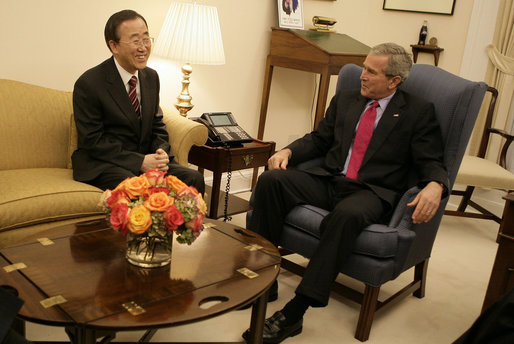
O presidente dos Estados Unidos George W. Bush conversa com o Secretário-Geral das Nações Unidas Ban Ki-moon da República da Coreia. Em seus primeiros encontros, Ban ressaltou a importância de enfrentar o aquecimento global, 16 de julho de 2008.

Ban identificou de início o aquecimento global como uma das questões-chave de sua administração. Em uma reunião na Casa Branca com o então presidente dos EUA, George W. Bush, em janeiro, Ban insistiu para que Bush tomasse medidas para reduzir as emissões de gases do efeito estufa. Em 1 de março de 2007 em um discurso perante a Assembleia Geral da ONU, Ban enfatizou suas preocupações sobre o aquecimento global. Ban declarou, "Para minha geração, vinda da era do auge da Guerra Fria, o medo de um inverno nuclear parecia ser a principal ameaça existencial no horizonte. Mas o perigo representado pela guerra para toda humanidade — e para nosso planeta — é, pelo menos, equivalente à mudança climática". Em 3 de setembro de 2009 ele ainda enfatizou sua preocupação na Conferência Mundial do Clima, em Genebra, quando afirmou: "Nosso pé está preso no acelerador e estamos caminhando para um abismo".

#### Oriente Médio
Em 22 de março de 2007, enquanto Ban estava participando da primeira parada de um circuito pelo Oriente Médio, um ataque de morteiro atingiu apenas 80 metros de onde o Secretário-Geral estava de pé, interrompendo uma conferência de imprensa na Zona Verde em Bagdá. Ninguém se feriu no incidente. As Nações Unidas já haviam limitado sua atuação no Iraque após sua sede em Bagdá ter sido bombardeada em agosto de 2003, matando 22 pessoas. Ban disse, no entanto, que ele ainda esperava encontrar uma maneira para a ONU "fazer mais pelo desenvolvimento social e político iraquiano."
Nesta viagem, Ban visitou Egito, Israel, Cisjordânia, Jordânia, Líbano e Arábia Saudita, onde Ban participou de uma conferência com líderes da Liga Árabe e reuniu-se por várias horas com Omar Hassan al-Bashir, o presidente sudanês que resistia à permanência das tropas de paz da ONU em Darfur. Enquanto Ban se reunia com Mahmoud Abbas, o presidente palestino, ele recusou se encontrar com Ismail Haniya do Hamas.
Ban Ki-moon criticou Israel em 10 de março de 2008 por planejar construir unidades habitacionais em um assentamento na Cisjordânia, dizendo que a decisão colide com a "obrigação de Israel de seguir o curso" para a paz no Oriente Médio.
Durante uma reunião do Conselho de Segurança das Nações Unidas em 7 de janeiro de 2009, Ban pediu o fim imediato dos combates na Faixa de Gaza. Ele criticou ambos os lados, Israel por bombardear Gaza e Hamas por disparar foguetes contra Israel.
Embora as Eleição presidencial do Irã em 2009 ‎ tenham sido amplamente contestadas, Ban Ki-moon enviou uma mensagem tradicional de congratulação ao presidente iraniano pela sua posse. Ele se manteve em silêncio mediante o pedido de Shirin Ebadi para visitar o Irã após a repressão dos protestos pacíficos pós-eleitorais pela polícia iraniana – um evento que foi compreendido por alguns como um crime contra a humanidade . Mais de 4 000 pessoas foram presas e aproximadamente 70 foram mortas, algumas enquanto estavam detidas. Em outro incidente, vários intelectuais eminentes como Akbar Ganji, Hamid Dabashi, Noam Chomsky fizeram uma greve de fome de três dias na frente da ONU. O incidente foi seguido de um requerimento oficial de mais de 200 intelectuais, ativistas de direitos humanos e políticos reformistas do Irã por uma reação da ONU. Ban Ki-moon, no entanto, não tomar qualquer providência para acabar com a violência no Irã.

#### Darfur
Ban fez a primeira viagem internacional de seu mandato para participar da cúpula da União Africana, em Addis Abeba, Etiópia, em Janeiro de 2007, como parte de um esforço para chegar ao Grupo dos 77. Ele repetidamente identificou Darfur como a principal prioridade humanitária de sua administração. Ban teve um papel importante, através de vários encontros pessoais com o presidente sudanês, Omar Hassan al-Bashir, ao convencer o Sudão a permitir que forças de paz da ONU entrassem na região de Darfur. Em 31 de Julho de 2007, o Conselho de Segurança das Nações Unidas aprovou o envio de 26 000 soldados da ONU na região para se juntar aos 7 000 soldados da União Africana. A resolução foi anunciada como um grande avanço no enfrentamento do conflito de Darfur (embora os Estados Unidos terem classificado o conflito como "genocídio", as Nações Unidas se recusaram a fazê-lo). A primeira fase da missão de paz começou em outubro de 2007.

#### Mianmar
Ban Ki-moon viajou para Mianmar em 25 de maio de 2008 para presidir uma conferência com agências internacionais destinadas a incrementar as doações para a nação, que foi atingida pelo ciclone Nargis em 2 de Maio de 2008. A conferência foi iniciada depois de Ban se reunir com Than Shwe, a principal figura do governo de Mianmar, em 23 de maio de 2008. Ban visitou o local da devastação — especialmente a mais atingida, no Delta Irrawaddy — em 23 e 24 de maio de 2008. Oficiais de Mianmar concordaram em permitir que o Aeroporto Internacional de Yangon fosse usado como um eixo logístico para distribuição de ajuda.

## Campanha para o segundo mandato como Secretário-Geral: 2011

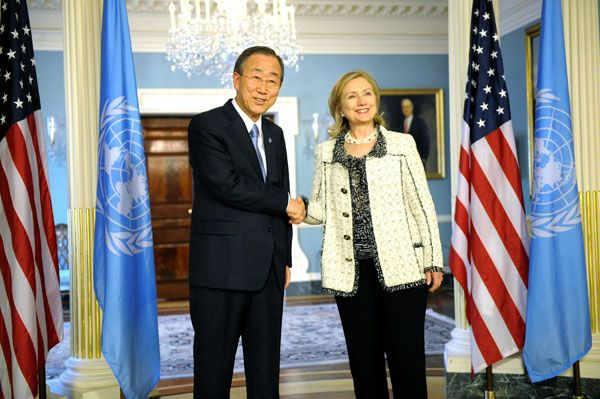
Hillary Clinton com Ban Ki-moon, 7 de abril de 2011.

Em 6 de junho de 2011, Ban Ki-moon anunciou formalmente sua candidatura para um segundo mandato consecutivo como Secretário-Geral das Nações Unidas. Ele anunciou sua candidatura em uma conferência à imprensa, após uma reunião com o grupo de países asiáticos na ONU. O primeiro mandato Ban Ki-moon como o Secretário-Geral estava definido para terminar em 31 de Dezembro de 2011. Os cinco membros permanentes do Conselho de Segurança apoiaram a sua candidatura. Não houve rival declarado para o posto.
Em 17 de junho de 2011, ele recebeu a recomendação do Conselho de Segurança por unanimidade, e, em 21 de junho, sua nomeação foi confirmada também por unanimidade na Assembleia Geral das Nações Unidas.
Seu novo mandato de cinco anos como Secretário-Geral começou em 1 de janeiro de 2012 e terminou a 31 de dezembro de 2016.

## Honrarias e prêmios
- Ban Ki-moon foi galhardeado com a Ordem de Honra ao Mérito pelo governo da Coreia do Sul em três ocasiões: em 1975, 1986 e 2006.[70]
- Por suas realizações como um enviado, ele recebeu a Condecoração de Honra ao Mérito da República da Áustria em 2001.
- Ele foi agraciado com a Grã-Cruz da Ordem de Rio Branco pelo governo do Brasil.
- Ele foi agraciado com a Grã-Cruz do Sol pelo governo do Peru.
- Ele foi agraciado com um título de Doctor Honoris Causa pela Universidade Nacional Maior de São Marcos, a principal universidade do Peru e a mais antiga das Américas (2011).
- Ele foi agraciado com o título de Doutor de Direito Honoris Causa pela Universidade das Filipinas, a universidade nacional do país, em 2008.
- Ele foi honrado com o Prêmio James A. Van Fleet pela Korea Society em Nova York por suas contribuições pela amizade entre os Estados Unidos e a República da Coreia.[71]
- Ele foi agraciado com a Grã-Cruz da Ordem da Liberdade, de Portugal, a 13 de Maio de 2016.[72][73]